# Jan Piotr Norblin

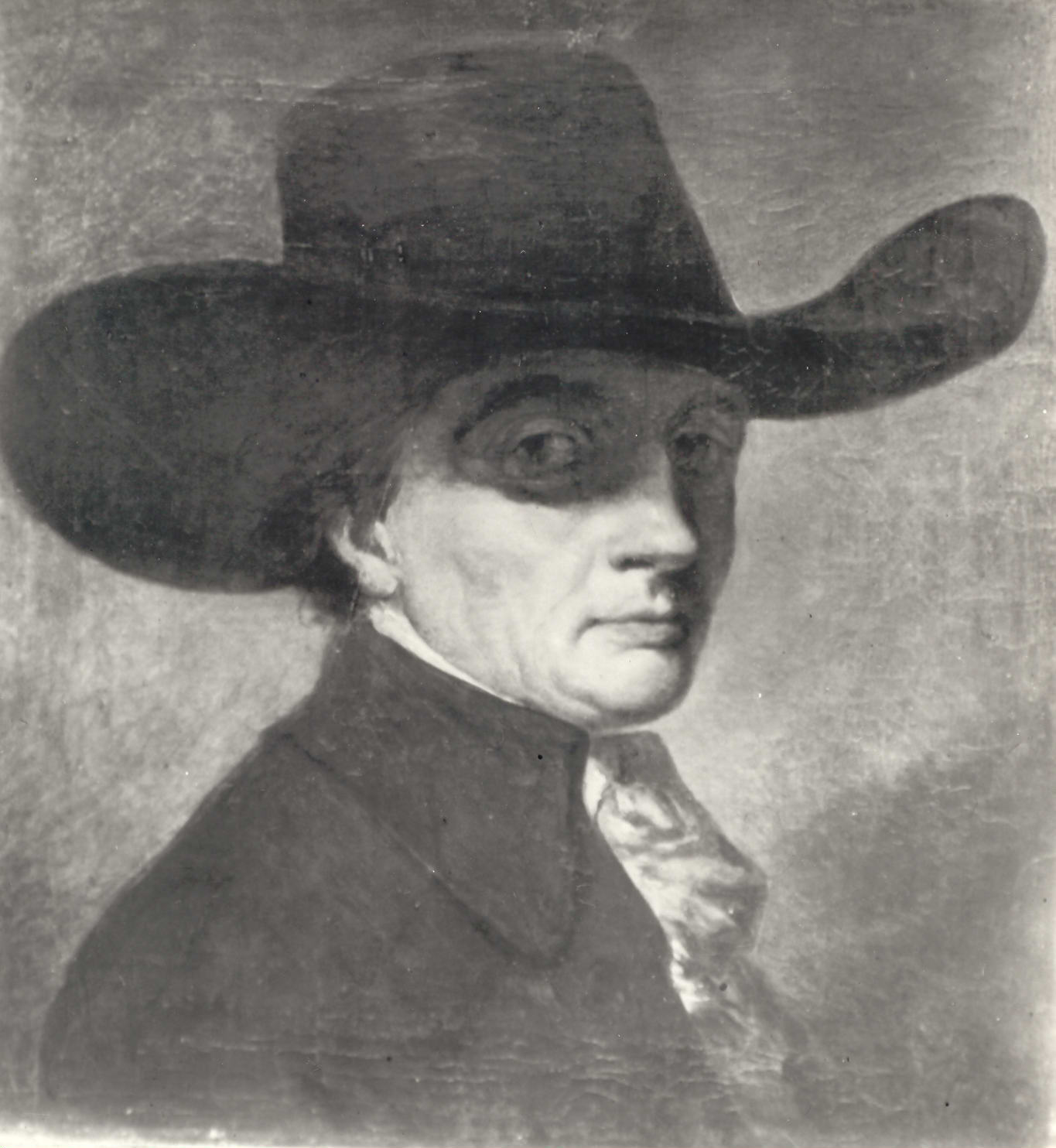
Jan Piotr Norblin, Selbstbildnis

Jan Piotr Norblin (* 15. Juli 1745 in Misy-sur-Yonne; † 23. Februar 1830 in Paris), ursprünglich Jean Pierre Norblin de La Gourdaine, war ein polnischer Zeichner, Maler und Druckgraphiker französischer Herkunft. Sein umfangreiches Werk umfasst antike und landschaftliche Themen, Motive nach Rembrandt und einige tausend realistische Szenen. Letztere machten ihn zum Dokumentar der zeitgenössischen polnischen Geschichte. Ebenso wirkte er bei der Gestaltung der polnischen Landschaftsgärten in Powązki und Arkadia mit.

## Herkunft und Ausbildung
Er war der Sohn von Pierre-Martin Norblin und Elizabeth Colett. Der Vater war Besitzer eines landwirtschaftlichen Anwesens, „La Gourdaine“, dessen Namen Norblin dem seinen später hinzufügen sollte, um nicht mit Namensvettern verwechselt zu werden. Etwa ab 1760 lebte der angehende Künstler in Paris.
Zunächst lernte und arbeitete er in den Ateliers von Jacques-Philippe Caresme (1734–1796) und dem Schlachtenmaler Francesco Casanova. Letzterer war sein Lehrer an der Académie Royale de Peinture et de Sculpture, die Norblin ab etwa 1765 besuchte. Von 1769 bis 1770 studierte er dann an der École Royale des Élèves Protégés, wo er Schüler von Louis-Michel van Loo und Joseph-Marie Vien war.

## Leben als Künstler
Ab 1771 war Norblin als selbständiger Künstler in Paris und seinem Heimatort tätig. 1774 dürfte ein erster Kontakt zu dem polnischen Adeligen Adam Kazimierz Czartoryski stattgefunden haben. Norblin siedelte nach Warschau über, die Stadt, die sein Lebensmittelpunkt werden sollte, und war in den Folgejahren maßgeblich an der Planung des Gartens von Powązki der Fürstin Izabela Czartoryska beteiligt. 1779 reiste er nach Sachsen und zum Ende des 18. Jahrhunderts viermal nach Frankreich.
Aufgrund einer besonderen Genehmigung konnte er sich während des Kościuszko-Aufstandes frei in Warschau bewegen und wurde Zeitzeuge von Kämpfen und Hinrichtungen, die er zeichnerisch dokumentierte. Nach dem Misslingen des Aufstandes zog er sich aus Warschau zurück und lebte auf dem Land. In der Zeit von 1802 bis 1804 arbeitete er für die Familie Czartoryski.
Norblin heiratete zweimal: 1776 Marianna Tokarska (gestorben 1787) und 1794 Maria Magdalena Anna Kopsch (1770–1861). Drei seiner Kinder wurden Künstler: Aleksander Jan Konstanty (1777–1828), später Metallgießer in Polen, Sébastien Louis (1796–1884), später Maler in Frankreich und Louis Pierre Martin (1781–1884), später Maler und Musiker in Frankreich. Weitere Kinder waren: Marianna Elżbieta Ewa (1778–1855), die Zwillinge Józef Szacfajer und Konstancja Anna (geboren 1780), Franciszka Ludwika (1787–1787) und Tadeusz (gestorben 1795).

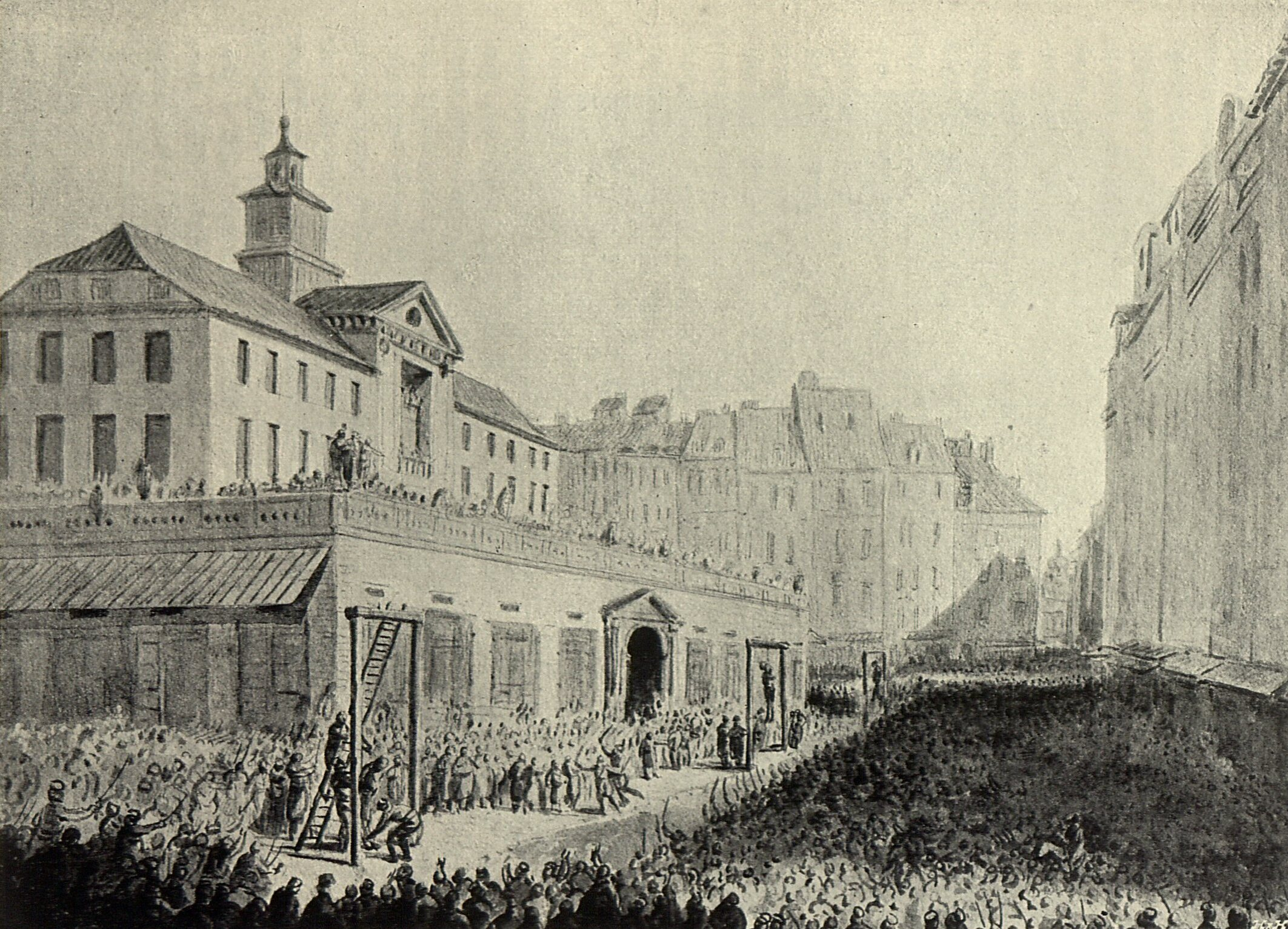
Jan Piotr Norblin, Hinrichtung am 5. September 1794 in Warschau

## Werke (Auswahl)
- Der Oberst, Zeichnung, Bleistift und Tinte (1774, Nationalmuseum Warschau)
- Alexander der Große in der Werkstatt Apollos, Stich (1774)
- Aurora führt die Pferde Apollos, Deckenfresko, Świątynia Diany, Arkadia (um 1785).
- Susanna und die Alten, Gemälde (1776)
- Polnische Kostüme, Serie von Zeichnungen, davon 50 Blatt als Aquatinta von Philibert-Louis Debucourt (1819, 1838–1841)